# Nitrobenzene
Il nitrobenzene è un nitrocomposto aromatico; a temperatura ambiente è un liquido oleoso giallo dall'odore caratteristico, che ricorda le mandorle.
La sua struttura è quella di un benzene, in cui un atomo di idrogeno è stato sostituito da un gruppo nitro -NO2.

## Storia
Il nitrobenzene fu prodotto nel 1847 dal chimico britannico Charles Mansfield, facendo reagire il benzene con acido nitrico.

## Produzione
Il nitrobenzene viene prodotto per nitrazione del benzene, seguendo il meccanismo di reazione descritto nella figura seguente.

Meccanismo di reazione della sintesi del nitrobenzene.
1. Reagenti (benzene e ione NO_{2}^{+})
2. Stato intermedio
3. Prodotto (nitrobenzene).

Lo ione NO2+ necessario alla sintesi del nitrobenzene può essere ricavato a partire da acido nitrico, al quale corrisponde la seguente reazione:
Affinché lo ione NO2+ possa essere ottenuto, la reazione deve essere catalizzata per mezzo di un acido che presenta un certo valore specifico di pKa differente rispetto a quello dell'Acido nitrico stesso.

## Reattività
Subisce reazioni di sostituzione elettrofila prevalentemente in posizione meta e in condizioni più drastiche di quelle normalmente adottate per far reagire il benzene, in quanto il nitrogruppo disattiva l'anello benzenico per una sostituzione elettrofila.

## Utilizzi
Trova principalmente uso come intermedio nella produzione dell'anilina e dei suoi derivati, ma può essere usato anche sia come solvente che come blando agente ossidante.
Viene inoltre usato nella produzione di sostanze isolanti, di vernici, di lucidi da scarpe o per superfici, spesso per mascherare odori sgradevoli.
Il nitrobenzene non ha impiego terapeutico, ma col nome di essenza di Mirbano viene usato, in sostituzione dell'essenza di mandorle amare (aldeide benzoica), nella confezione di liquori, saponi, cosmetici, cere per lucidare pavimenti, ecc., e così può essere causa d'intossicazione.
In chimica fine trova impiego nella sintesi dell'acetaminofene, un analgesico.